# Яворський Валентин Іванович
Валентин Іванович Яворський (30 липня 1874, с. Матусів, Київська губернія — †?) — полковник армії УНР.

## Життєпис
Народився в селі Матусів, Київська губернія. Закінчив Київську духовну семінарію, а згодом Чугуївське військове училище. Станом на 1 січня 1910 штабс-капітан 41-го Селенгінского полку піхоти в Дубно. Останнє військове звання в армії Росії — полковник.
У 1917 — командир українізованого 41-го Селенгінського полку, що в травні 1918 року був перейменований в 1-й піхотний Луцький полк Армії Української Держави. В 1919 — командир 1-го піхотного Луцького полку і помічник командира 1-ї піхотної дивізії Армії УНР. У 1920−1922 роках — старшина 17-ї бригади 6-го Січової дивізії Армії УНР. Подальша доля невідома.

## Вшанування пам'яті
28 травня 2011 року у мікрорайоні Оболонь було відкрито пам'ятник «Старшинам Армії УНР — уродженцям Києва». Пам'ятник являє собою збільшену копію ордена «Хрест Симона Петлюри». Більш ніж двометровий «Хрест Симона Петлюри» встановлений на постаменті, на якому з чотирьох сторін світу закріплені меморіальні дошки з іменами 34 старшин Армії УНР та Української Держави, які були уродженцями Києва (імена яких вдалося встановити історикам). Серед іншого вигравіруване й ім'я Валентина Яворського.